# 마이크 마이어스
마이클 존 마이어스(Michael John Myers, OC, 1963년 5월 25일 ~ )는 활동명 마이크 마이어스(Mike Myers)로 잘 알려져있는 캐나다 출신 영국, 미국의 배우, 희극인, 영화 각본가, 음악가, 제작자이다. 영화 《오스틴 파워》 시리즈의 주인공 오스틴 파워 역으로 유명하다.
부모는 모두 영국 리버풀 출신이다. 잉글랜드, 스코틀랜드, 아일랜드계 혈통이다.
1989년부터 1995년까지 미국 NBC 인기 코미디 프로그램 《새터데이 나이트 라이브》 멤버로 활약하면서, 디터, 린다 리치먼, 웨인 캠벨과 같은 인물을 연기했다. 이 중 웨인 캠벨은 1992년 《웨인즈 월드》라는 영화로 만들어져 흥행에 크게 성공했고, 1993년에 속편 《웨인즈 월드 2》가 제작되었다.
1997년 영화 《오스틴 파워: 제로》를 제작하고, 본인이 주인공과 악역을 모두 맡아 연기했다. 이 영화는 대한민국에서도 개봉하여 인기를 끌었다. 해당 시리즈는 2002년까지 이어졌다.
1998년 영화 《스튜디오 54》에 출연하여 처음으로 코미디가 아닌 정통 연기를 선보였다. 이 영화도 상당한 성공을 거두었으며, 마이어스도 연기를 호평 받았다.
밴드 뱅글스의 기타 연주자이자 보컬이었던 수재나 홉스와 함께 밴드 "밍 티"의 멤버이기도 하다. 밍 티는 오스틴 파워 시리즈에서 BBC와 Daddy Wasn't There를 불렀다.
2002년 마이어스가 태어난 온타리오주 토론토 스카버러에 이름을 딴 거리 "마이크 마이어스 드라이브"가 생겼다. 2003년 6월 이 거리를 지시하는 표지판이 걸리자마자 사람들이 이를 모두 훔쳐가는 일이 발생하였다.
2006년 12년간 결혼 생활을 유지한 로빈 루잰과 이혼했다. 2010년 켈리 티즈데일과 재혼했다.

## 출연 작품

### 영화
- 웨인즈 월드 (1992) - 웨인 캠벨 역
  - 웨인즈 월드 2 (1993)
- 오스틴 파워: 제로 (1997) - 오스틴 파워 역
  - 오스틴 파워 (1999)
  - 오스틴 파워: 골드멤버 (2002)
- 스튜디오 54 (1998)
- 슈렉 (2001) - 슈렉 역 (목소리)
  - 슈렉 2 (2004)
  - 슈렉 3 (2007)
  - 슈렉 포에버 (2010)
  - 슈렉 5 (2026)
- 더 캣 (2003) - 더 캣 역
- 러브 그루 (2008) - 피트카 역
- 바스터즈: 거친 녀석들 (2009) - 에드 역
- 아이 엠 크리스 팔리 (2015, I Am Chris Farley) - 본인 역
- 보헤미안 랩소디 (2018) - 레이 포스터 역
- 터미널 (2018)